# Louise de Mecklenburg-Strelitz
Luise Auguste Wilhelmine Amalie (Luisa Augusta Wilhelmina Amelia) (10 martie 1776 – 19 iulie 1810) a fost regină consort a Prusiei ca soție a regelui Frederic Wilhelm al III-lea al Prusiei. În urma căsătoriei fericitului cuplu au rezultat nouă copii, inclusiv viitorii monarhi Frederic Wilhelm al IV-lea al Prusiei și împăratul german Wilhelm I.
Moștenirea ei a devenit extraordinara întâlnire cu împăratul francez Napoleon I, la Tilsit, în 1806 - s-a întâlnit cu împăratul, fără succes, să pledeze pentru condiții favorabile după pierderile dezastruoase ale Prusiei în războaiele napoleoniene. Deja iubită de către supușii ei, după întâlnirea lor, Luise a devenit venerată. Moartea ei timpurie, la vârsta de treizeci și patru de ani "a prezervat tinerețea ei în memoria posterității", și l-a determinat pe Napoleon să remarce că regele "și-a pierdut cel mai bun ministru".
Ordinul Luise a fost fondat de către soțul ei patru ani mai târziu, ca o contrapartidă feminină a Crucii de Fier. În anii 1920 femeile conservatoare germane au fondat Liga Reginei Luise, și Luise însăși va fi folosită în propaganda nazistă ca un exemplu ideal de femeie germană.

## Origini și educație

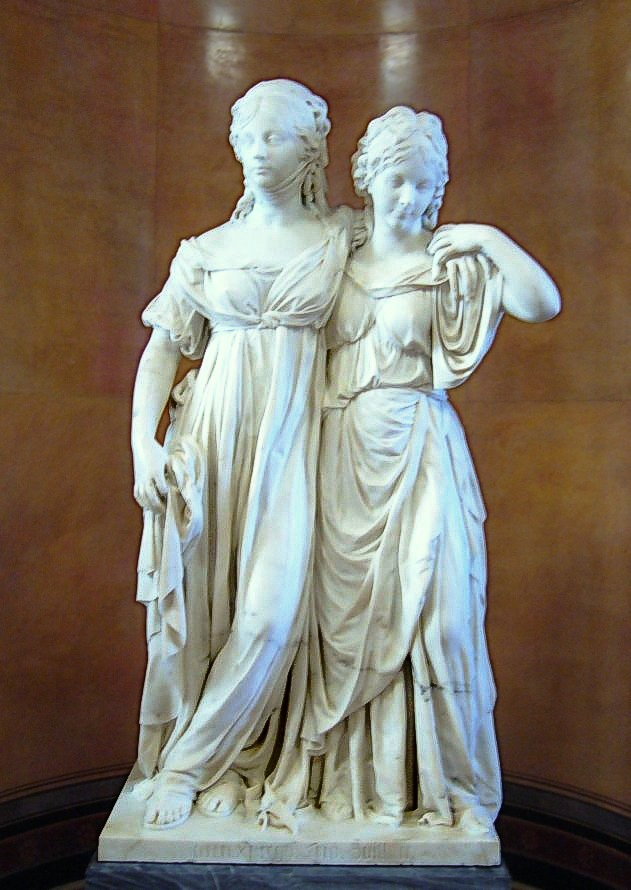
Faimoasa statuie a Louisei (stânga) împreună cu sora ei Frederica de Mecklenburg-Strelitz, de Johann Gottfried Schadow. Inițial, statuia a fost considerată prea erotică și a fost interzisă publicului.

Luise s-a născut la Hanovra, unde tatăl ei, Carol de Mecklenburg-Strelitz, era mareșal de brigadă și mai târziu guvernator-general al electoratului de Hanovra. Mama ei era Prințesa Friederika de Hesse-Darmstadt. A fost a patra fiică și al șaselea copil al cuplului. Bunicii paterni erau Carol Ludovic Frederic de Mecklenburg-Strelitz și Elisabeta Albertine, Prințesă de Saxa-Hildburghausen. Regina Charlotte, soția regelui George al III-lea al Marii Britanii era mătușa ei paternă, deci regii George al IV-lea al Marii Britanii, William al IV-lea al Marii Britanii și Ernest Augustus I de Hanovra erau verișorii ei primari.
Bunicii materni erau Georg Wilhelm de Hessen-Darmstadt și Maria de Leiningen-Dagsburg. Georg Wilhelm era fiul lui Ludovic al VIII-lea, Landgraf de Hesse-Darmstadt.
Luise era în mod special apropiată de sora ei Frederica, care era cu doi ani mai mică, și de singurul lor frate George. Luise și frații ei erau în grija guvernantei Fraulein von Wolzogen, o prietenă a mamei lor. Când Luise avea șase ani, mama ei a murit. După decesul ducesei, familia a părăsit Leineschloss pentru Herrenhausen, numit uneori "Versailles în miniatură". Ducele Charles s-a recăsătorit doi ani mai târziu cu sora mai mică a primei soții, Charlotte, cu care a avut un fiu, Charles. Luise și mama vitregă au fost apropiate însă aceasta din urmă a murit după un an de la căsătorie.  După decesul mamei vitrege, Luise care avea șase ani, împreună cu frații ei au fost trimiși să locuiască la bunica lor maternă, la Darmstadt, unde au fost crescuți simplu și cu accent pe educație și acte caritabile.
A fost aleasă o nouă guvernantă, Madame Gelieux din Elveția, care le-a dat copiilor lecții de franceză. Ca majoritatea copiilor regali și aristocratici ai vremii, Luise vorbea fluent și literat câteva limbi în timp ce a neglijat limba germană nativă.
De la vârsta de zece ani până când s-a măritat la 17 ani, Luise și-a petrecut timpul în prezența bunicii sale și a guvernantei, ambele bine educate și rafinate. Când avea numai nouă ani, Luise a fost prezentă când poetul Friedrich Schiller a citit primul act din piesa Don Carlos pentru divertismentul curții, ceea ce a îndreptat-o pe Luise să îmbrățișeze cu dragoste limba germană ca limbă literară. Luise a iubit istoria și poezia și nu i-au plăcut doar lucrările lui Schiller ci și Goethe, Paul, Herder, Shakespeare, ca și tragediile Greciei antice.
Când Luise avea 17 ani l-a întâlnit pe fiul regelui, Prințul Moștenitor Frederic Wilhelm. Prințul Moștenitor avea 23 de ani, era serios și religios.  Profund impresionat de frumusețea și caracterul ei nobil, Frederic Wilhelm a rugat-o să fie soția lui. Fratele mai mic al prințului s-a îndrăgostit de Frederica așă că, la 24 aprilie 1793, la Darmstadt, s-au celebrat cele două logodne. Căsătoria Luisei cu Frederic Wilhelm a avut loc în același an la 24 decembrie la Palatul Regal din Berlin; două zile mai târziu, a avut loc căsătoria Fredericăi cu prințul Ludwig Karl.

## Prințesă Moștenitoare a Prusiei 1793–1797

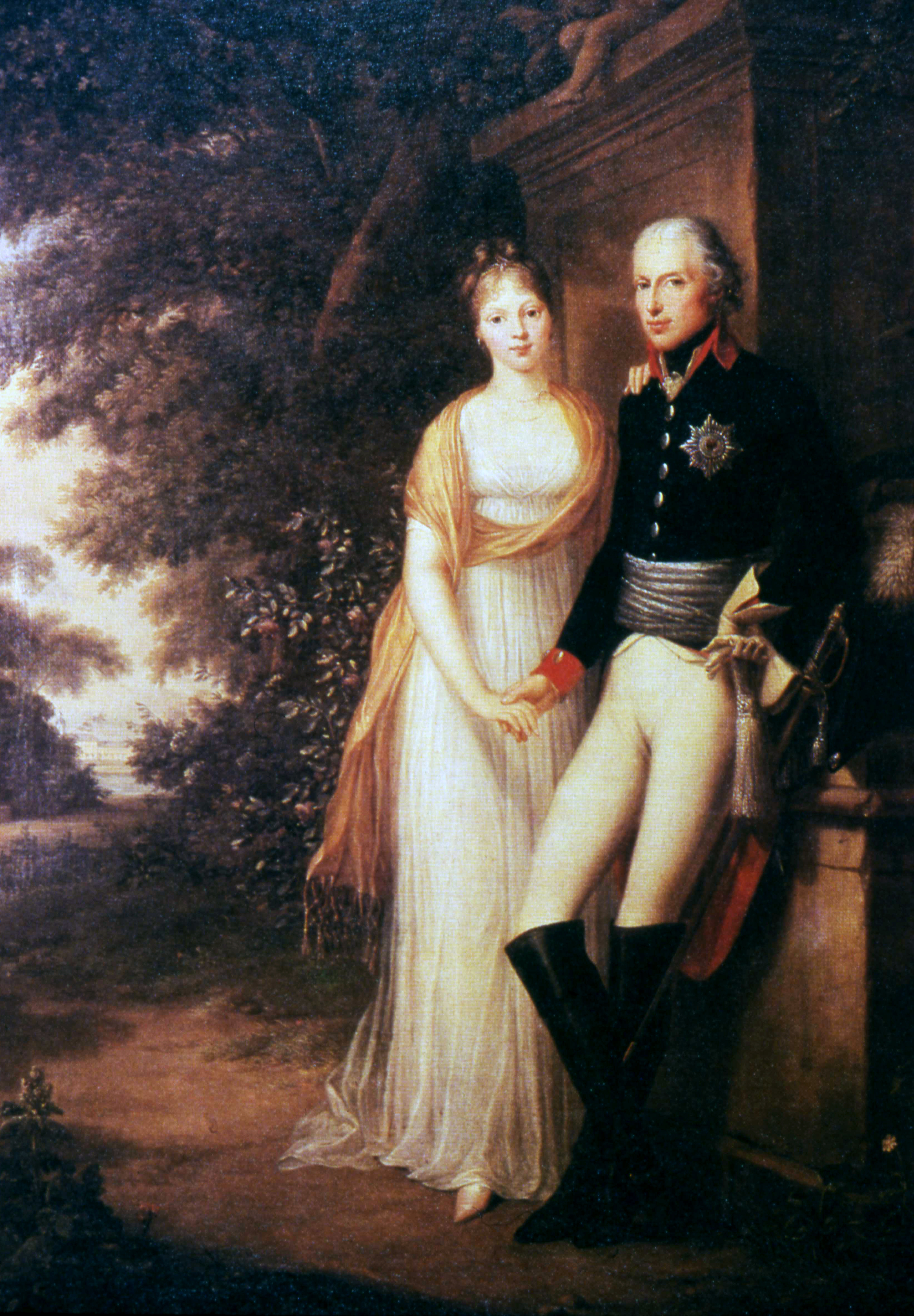
Louise și Frederic Wilhelm, 1794, la un an după căsătorie.

Sosirea Louisei la Berlin, capitala Prusiei, a cauzat senzație și a fost întâmpinată cu o mare recepție de către cetățenii orașului. Socrul Louisei, regele Frederic Wilhelm al II-lea al Prusiei, a dăruit cuplului Palatul Charlottenburg însă prințul moștenitor și soția lui au preferat să locuiască la Palatul Paretz, situat în afara orașului Potsdam. Căsnicia a fost una fericită iar Luise era iubită de rege care o numea "prințesa prințeselor" și i-a dăruit un palat în Oranienburg.
Prințesa Moștenitoare a văzut ca o datorie a ei să-și sprijine soțul în toate preocupările sale, iar cuplul s-a bucurat cântând împreună și citind din Shakespeare și Goethe. Curând Luise a rămas însărcinată însă a născut un copil care a decedat la 1 octombrie 1794. Au urmat nouă copii sănătoși într-o succesiune rapidă, deși doi au murit în copilărie: Prințul Moștenitor Frederic Wilhelm (1795), Prințul Wilhelm (1797), Prințesa Charlotte (1798), Prințesa Frederica (1799), Prințul Carol (1801), Prințesa Alexandrine (1803), Prințul Ferdinand (1804), Prințesa Louise (1808) și Prințul Albert (1809)

## Regină a Prusiei 1797–1810

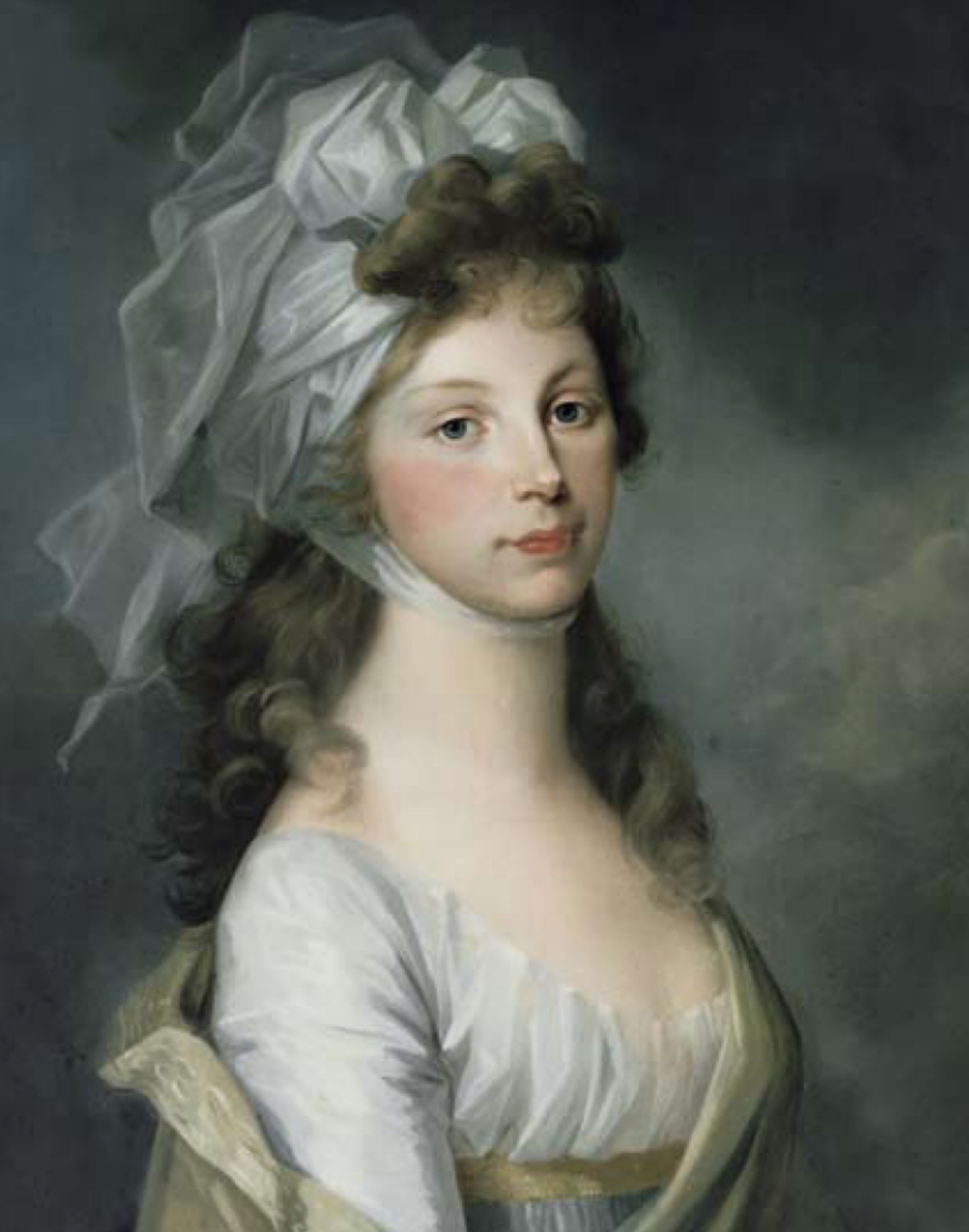
Pictură de un artista germană Henriette-Felicité Tassaert a Louisei în 1797, anul când a devenit regină.

La 16 noiembrie 1797, după decesul tatălui său, Prințul Moștenitor i-a succedat la tron ca regele Frederic Wilhelm al III-lea.  Cuplul a trebuit să abandoneze solitudinea de la Paletz și să locuiască la curtea regală. Au început un tur al provinciilor din estul țării din două motive: regele a vrut să se familiarizeze cu noile lor probleme, și a vrut să-o prezinte oamenilor săi pe regină. Luise a fost primită peste tot cu festivități. Pentru prima dată în istoria Prusiei, regina a apărut ca o personalitate publică sărbătorită și a ocupat un rol mult mai proeminent decât predecesoarele ei.
După ascensiunea soțului ei, Luise a dezvoltat multe legături cu miniștrii și a devenit o figură puternică în cadrul guvernului fiind privită cu respect și afecțiune. Chiar de la începutul domniei sale, noul rege s-a consultat cu Luise pe probleme de stat .

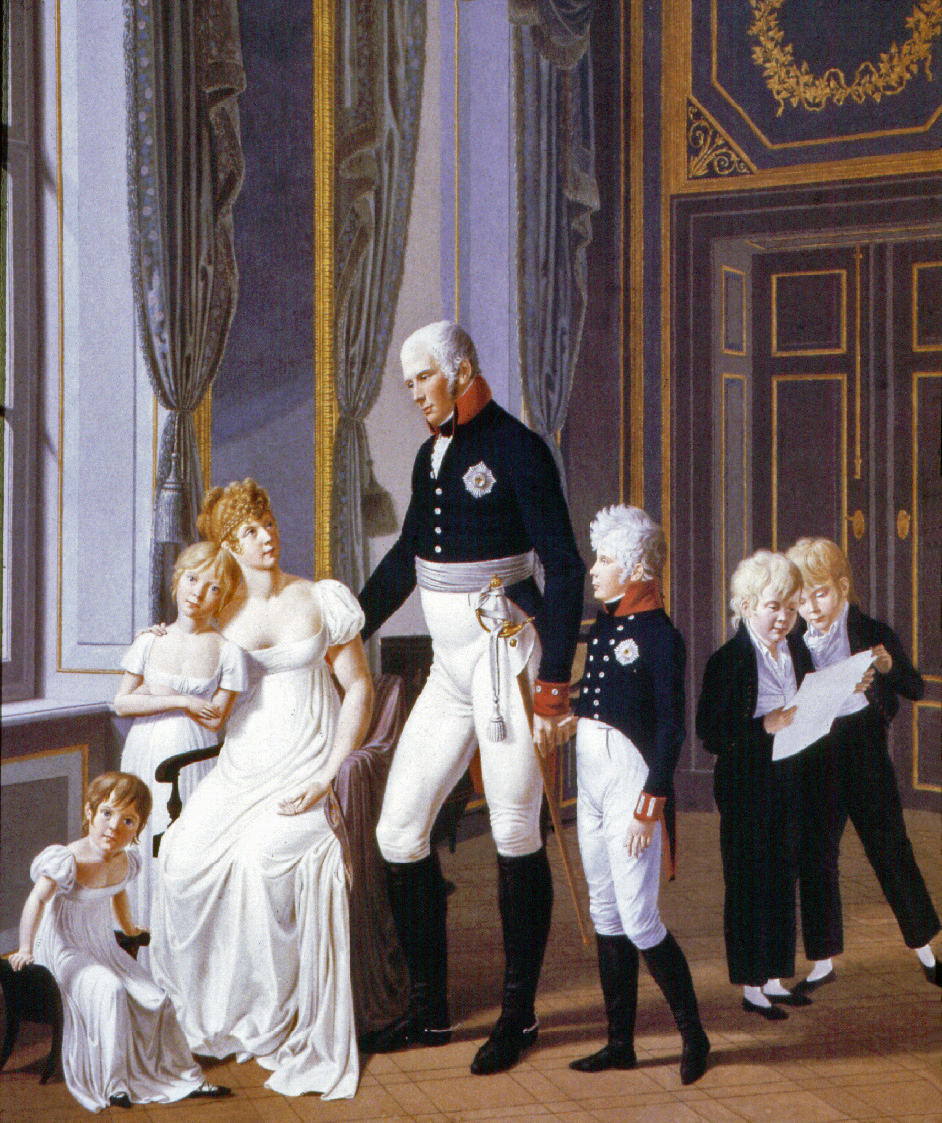
Regina Luise cu soțul și copiii, c. 1806.

Frederic Wilhelm a fost ezitant și prudent, a urât războiul, menționând în 1798, "Am oroare de război și ... știu că nimic nu e mai mare pe pământ decât menținerea păcii și liniște acesta fiind singurul sistem potrivit pentru fericirea omenirii". În conformitate cu Pacea de la Basel, Frederic Wilhelm a favorizat neutralitatea în primii ani de conflict cu revoluționara Primă Republică Franceză, care a evoluat în războaiele napoleoniene (1803-1815); el a refuzat diversele presiuni pentru a fi de o anumită parte a Războiul celei de-A Doua Coaliții. Luise a susținut acest punct de vedere. În cele din urmă, regele a consultat mai multe opinii diferite de cele le reginei și ale miniștrilor și a intrat într-o alianță cu Napoleon, care tocmai câștigase Bătălia de la Austerlitz (1805).
Baronul vom Stein, membru al birocrației, și care detesta fosta neutralitate a țării, a căutat să reformeze organizarea guvernului de la favorizarea bazată pe nepotism într-un guvern ministerial responsabil. El a pregătit un document pentru rege într-un limbaj puternic detaliind reformele administrative necesare, cum ar fi stabilirea unei linii clare de responsabilitate în rândul miniștrilor; totuși, această lucrare nu a ajuns la Frederic Wilhelm, deoarece Stein i-a dat documentul primului general Ernst von Rüchel, care, la rândul său, i l-a dat reginei în primăvara anului 1806. Deși Luise era de acord cu conținutul său, ea a crezut că e "prea violent și pasionat" pentru rege.

### Războiul cu Franța
Printre consilierii regelui, membri ai familiei sale, cum ar fi regina (un avocat deschis al războiului) și Prințul Louis Ferdinand, au condus facțiune militaristă în favoarea războiului împotriva Franței; cei care erau împotriva neutralității dar în favoarea reformei au fost conduși de către Baronul vom Stein și Karl August von Hardenberg. Cunoscand temperamentul regelui, Hardenberg a apelat direct la regină pentru reforma dorită.
Deși Prusia nu a luptat într-un război din 1795, liderii săi militari erau convinși că ar putea câștiga împotriva trupelor lui Napoleon. Dupa un mic incident cu privire la un pamflet anti-francez care a avut loc, regele Frederic Wilhelm a fost în cele din urmă presat de soția sa și familie să rupă pacea și să intre în război împotriva împăratului francez. Trupele prusace au început mobilizarea, culminând în octombrie 1806 cu Bătălia de la Jena-Auerstedt, care a fost un dezastru pentru Prusia. Regele și regina au însoțit trupele lor în bătălia de la Jena (cu Luise îmbrăcată "ca o amazoană"), dar au trebuit să fugă din calea trupelor franceze.

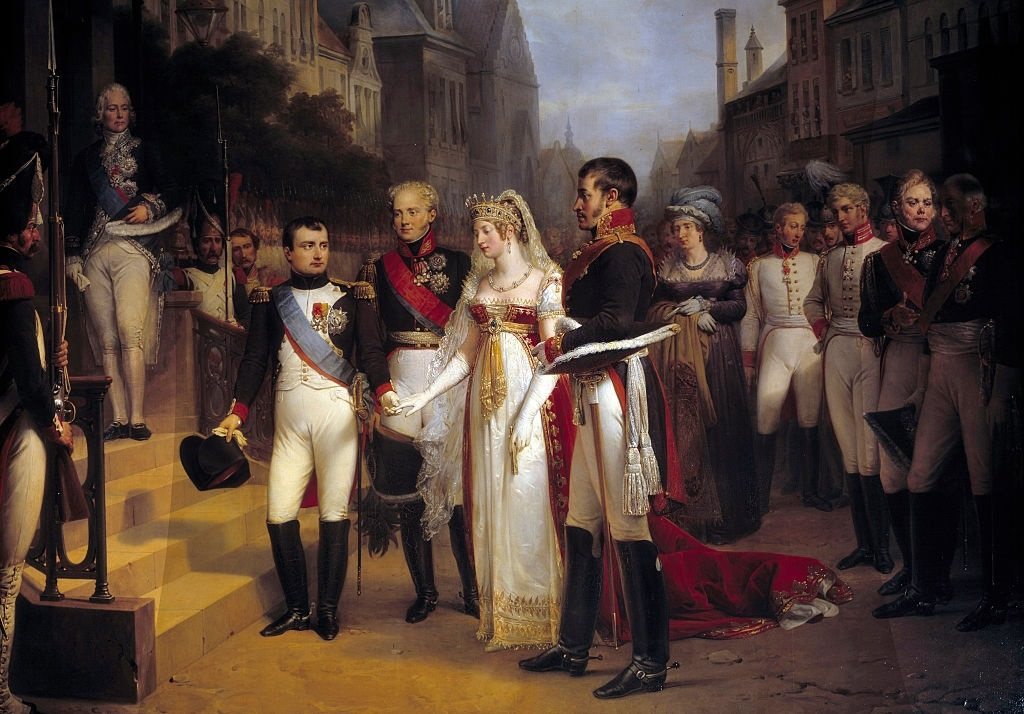
Întâlnirea dintre regina Luise și Napoleon Bonaparte, 1807. Pictură postumă de Nicolas Gosse, c. 1900.

Napoleon a ocupat Berlinul, provocând pe rege, regină și restul familiei regale să fugă, în ciuda bolii Louisei, în toiul iernii la Königsberg în partea de est a regatului. Pe drum, nu au avut alimente sau apă curată și regele și regina au fost forțați să împartă același "dormitor" în "unul din hambarele nenorocite pe care ei le numesc case", potrivit unui martor, care a călătorit cu ei.
Inițial după Jena, Napoleon a fost gata pentru a oferi condiții de pace, dar Frederic Wilhelm a ignorat majoritatea consilierilor săi și a decis să continue războiul. Bătălia de la Eylau (februarie 1807) a fost o mică victorie împotriva Franței, dar din nou, regele a refuzat să intre în negocierile de pace, crezând în mod incorect că trupele ruse vor opri pe francezi. Bătălia de la Friedland a condus Franța la negocieri separate cu Rusia și Prusia. Napoleon a cerut, dintr-o poziție superioară, termeni de pace în ceea ce avea să fie numit Pacea de la Tilsit (1807).
În mijlocul acestor negocieri, împăratul a fost de acord să păstreze intactă jumătate din Prusia. Frederic Wilhelm a fost trimis pentru soția sa însărcinată să cerșească o soluționare mai bună pentru Prusia. Regele a simțit că prezența ei l-ar putea pune pe Napoleon într-o "stare mai relaxată"; Louise, fără tragere de inimă, a convenit să-l întâlnească pe împărat la Tilsit, dar numai pentru a salva "Prusia ei" Anterior, Luise se referise în mod regulat la Napoleon ca "Monstrul", dar a făcut totuși o cerere pentru un interviu privat cu împăratul, când s-a aruncat la picioarele lui. Deși Napoleon a fost impresionat de grația și determinarea ei, împăratul a refuzat să facă vreo concesie, scriindu-i soției lui, împărăteasa Joséphine că Luise "este cu adevărat fermecătoare și plină de vanitate față de mine. Dar nu fi geloasă...m-ar fi costat prea mult să fiu galant". Eforturile reginei de a-și proteja țara adoptivă de agresiunea franceză au fost foarte admirate de generațiile viitoare.

### Ultimii ani

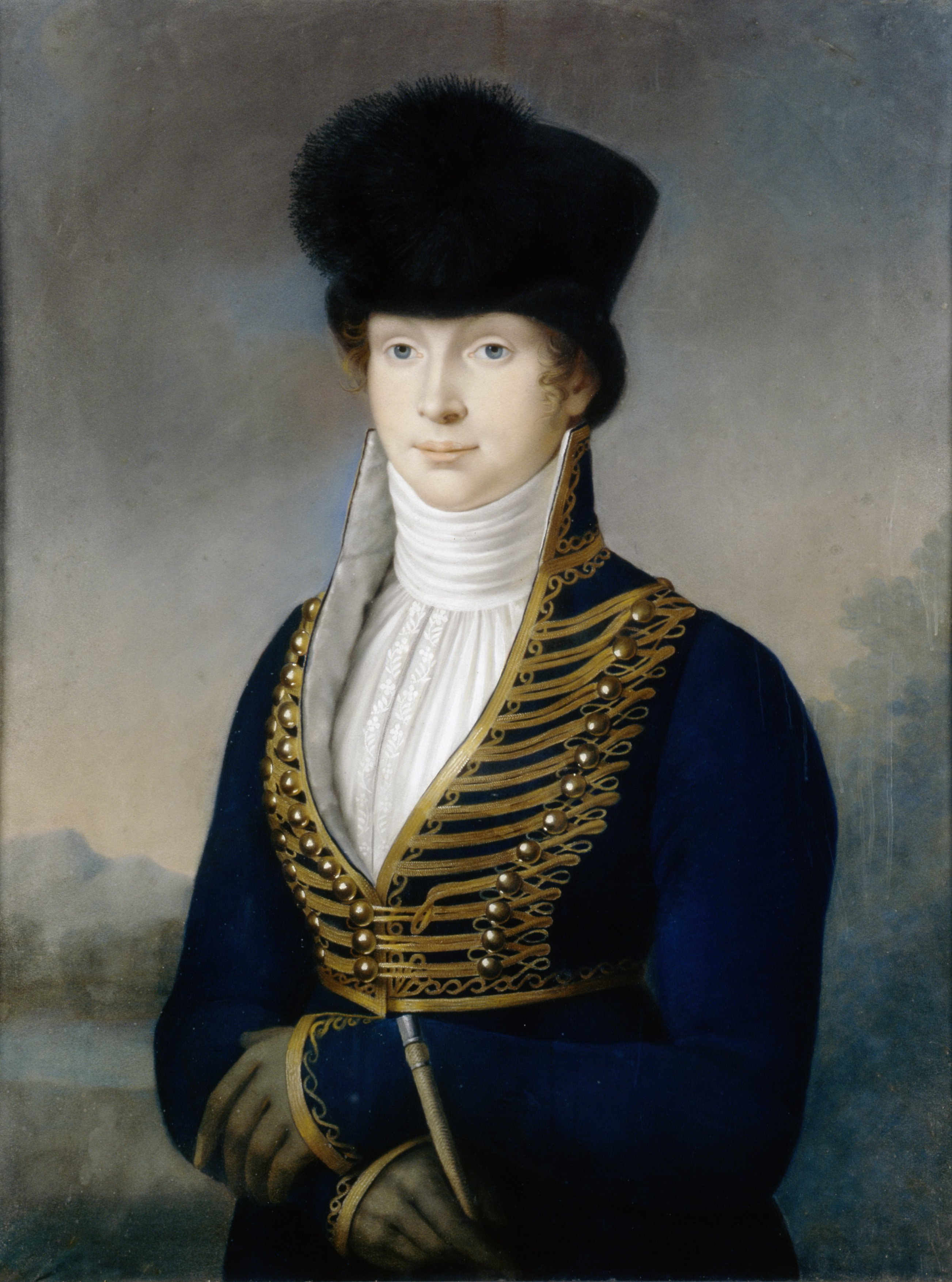
Regina Luise în costum de călărie, c. 1810.

Asupra Prusiei au fost impuse restricții dure, cum ar fi o indemnizație masivă de mai multe milioane de franci. Ocupația franceză a Prusiei a avut un efect devastator asupra Luisei. Regina a recunoscut că țara sa adoptivă depindea de tăria ei morală și ca o consecință, Luise și-a recăpătat vechiul ei optimism, adesea ocupându-se de fiul ei cel mare pregătindu-l pentru rolul său de viitor rege. În anii care au urmat, Luise a sprijinit eforturile de reformare ale guvernului efectuate de Stein și Hardenberg, precum și cele ale lui Gerhard von Scharnhorst și August Neidhardt von Gneisenau, de a reorganiza armata.
În 1808 pentru că era considerat nesigur ca familia regală să se întoarcă la Berlin, și-au petrecut vara în apropiere de Königsberg. În iarna lui 1808, Țarul Alexandru I i-a invitat pe rege și pe regină la St. Petersburg, unde Luise a fost primită în camere somptuos decorate. "Nimic nu mă mai orbește", a exclamat ea la întoarcerea în Germania  Luise a fost bolnavă în cea mai mare parte din acel an, dar a revenit cu regele la Berlin după o absență de trei ani; regina a ajuns într-un transport însoțită de cele două fiice ale sale, Charlotte și  Alexandrine și fiul cel mic, Charles, și a fost întâmpinată de către tatăl ei la Palatul Charlottenburg - reședința pe care Napoleon și comandanții săi au deposedat-o de tablouri, statui, manuscrise și antichități.
La 19 iulie 1810, în timp ce-și vizita tatăl la Strelitz, regina a murit în brațele soțului ei de o boală neidentificată. A fost înmormântată în grădina Palatului Charlottenburg. Frederic Wilhelm nu s-a recăsătorit până în 1824, când a făcut o căsătorie morganatică cu amanta sa Auguste von Harrach, explicând: "Compania și simpatia femelor mi-au devenit necesare, deci trebuie să mă recăsătoresc". După moartea sa, la 7 iunie 1840, Frederic Wilhelm a fost înmormântat lângă regina Louise.